# 11. šahovska olimpijada
11. šahovska olimpijada je potekala med 4. in 25. septembrom 1954 v amsterdamski Apollohal (Nizozemska).
Sovjetska zveza je osvojila prvo mesto, Argentina drugo in SFRJ tretje.
Sodelovalo je 149 šahistov (med njimi 18 velemojstrov in 38 mednarodnih mojstrov) v 26 reprezentancah; odigrali so 915 od 916 načrtovanih partij (ena partija je bila določena v naprej). Partije so bile razdeljena na 4 prekolne skupine in 2 finala.

## Udeleženci
1. Anglija (Jonathan Penrose, Peter Clarke,...)
2. Argentina (Julio Bolbochán, Miguel Najdorf,...)
3. Avstrija (Zoltan Kovács, Josef Lokvenc,...)
4. Bolgarija (Nikolaj Minev, Oleg Neikirch, Milko Bobocov,...)
5. Češkoslovaška (Luděk Pachman, Jaroslav Šajtar,...)
6. Danska (Bent Larsen, Palle Nielsen, Borge Andersen,...)
7. Francija (S. Burstein,...)
8. Islandija (Ingi Randver Jóhannsson,...)
9. Italija (Francesco Scafarelli,...)
10. Izrael (Moshe Czerniak,...)
11. Jugoslavija (Andrija Fuderer, Aleksandar Matanović,...)
12. Kanada (Frank Ross Anderson, Daniel Abraham Yanofsky, Fedor Bohatirchuk,...)
13. Kolumbija (Miguel Cuéllar Gacharna,...)
14. Luksemburg (J. Jerolim,...)
15. Madžarska (Gedeon Barcza,...)
16. Nemčija (Wolfgang Unzicker, Wolfgang Unzicker, Klaus Darga,...)
17. Nizozemska (Machgielis Euwe, Lodewijk Prins,...)
18. Protektorat Saar (Otto Benkner, Ernst Weichselbaumer,...)
19. Sovjetska zveza (Mikhail Botvinnik, Vasilij Smislov, David Bronstein, Paul Keres, Efim Geller, Aleksander Kotov, ...)
20. Švedska (Gideon Ståhlberg, Zandor Nilsson,...)
21. Švica (Josef Kupper, Edwin Bhend, Edgar Walther, Erwin Nievergelt, Maximilian Blau,...)